# Lijst van Linuxdistributies

Linux Distro Timeline, een tijdlijn waarop de geschiedenis van diverse distributies te zien is.

Hieronder volgt een lijst van Linuxdistributies, gesorteerd op hun afkomst.

## Arch Linux
(niet te verwarren met Ark Linux)
| Distributie   | Focus                                                        |
| ------------- | ------------------------------------------------------------ |
| Antergos      | Een grafisch installatieprogramma, genaamd cnchi.            |
| ArchBang      | Ideeën uit CrunchBang.                                       |
| Artix Linux   | Arch Linux zonder systemd.                                   |
| Bridge Linux  | Snelheid en efficiëntie                                      |
| Chakra Linux  | 64 bit-desktops.                                             |
| Garuda Linux  | Keuze uit verschillende DE's en WM's, met btrfs en snapshots |
| Manjaro Linux | Eigen pakketbronnen.                                         |
| KaOS          | Eigen pakketbronnen.                                         |

## Debian

Debianlogo

Een distributie gericht op vrijheid, weert closedsourcesoftware.
| Distributie               | Beschrijving |
| ------------------------- | --- |
| aptosid                   | Installeerbare live-cd gebaseerd op Debian Sid                                                                               |
| antiX                     | Gebaseerd op Debian Stable, gericht op computers uit het Pentium III-tijdperk. Gebruikt JWM of IceWM als gebruikersomgeving. |
| BeatrIX                   | Gericht op eenvoudigheid voor overstappers. Het project is stopgezet.                                                        |
| CrunchBang                | Snelle distributie die gebruikmaakt van Openbox.                                                                             |
| Deepin                    | |
| Dreamlinux                | Een Braziliaanse Linuxdistributie. Het project is stopgezet.                                                                 |
| Kali Linux                | Gemaakt voor het testen van de beveiliging van computersystemen (pentesting). Voorheen BackTrack.                            |
| Linspire                  | Probeert een alternatief te zijn voor Windows; voorheen bekend als LindowsOS.                                                |
| LiMux                     | Een Linuxproject van de gemeente München.                                                                                    |
| Linux Mint Debian Edition | Een Linuxdistributie voor algemeen gebruik met de desktopomgeving Cinnamon, MATE of Xfce. Linux Mint DE kent enkel Cinnamon. |
| Maemo                     | Open besturingssysteem voor Nokia-smartphones en tablet-pc's.                                                                |
| MEPIS                     | Installeerbare live-cd met veel up-to-date applicaties                                                                       |
| Parsix                    | Iraanse Linuxdistributie |
| PingOO                    | Linuxdistributie voor Franse basisscholen                                                                                    |
| PureOS                    | Linuxdistributie met GNOME of KDE                                                                                            |
| SolydXK                   | Nederlandse distributie met onder meer Steam en PlayOnLinux voor gaming                                                      |
| Sun Wah RAYS LX           | Chinese distributie |
| Tails                     | Live-dvd of live-USB die gebruikmaakt van het Tor-netwerk, gericht op anonimiteit en privacybescherming                      |
| UOS                       | |
| Webconverger              | Distributie om op het internet te surfen, bedoeld voor kiosks en andere openbare plaatsen.                                   |
| Xandros Desktop OS        | Corel verkocht de broncode aan Xandros, die verderging met de ontwikkeling.                                                  |

### Knoppix

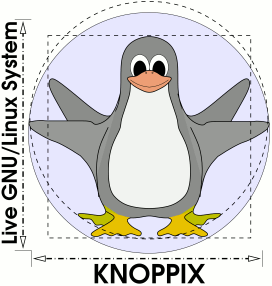
Knoppixlogo

Knoppix zelf is gebaseerd op Debian en is de eerste live-cd-distributie.
| Distributie                    | Beschrijving                                                                               |
| ------------------------------ | ------------------------------------------------------------------------------------------ |
| BioKnoppix                     | Knoppix voor biologen                                                                      |
| ClusterKnoppix                 | Knoppix voor het clusteren van computers                                                   |
| Damn Small Linux               | Microdistributie (ca. 50 MB), draait op processors zo oud als de Intel 80486 en 8 MB RAM   |
| Dreamlinux                     | een Braziliaanse Linuxdistributie                                                          |
| EduKnoppix                     | gemaakt voor Italiaanse basisscholen. Heeft een rijk assortiment aan educatieve software   |
| Elive of Enlightenment Live Cd | een uit België afkomstige Linuxdistributie                                                 |
| Feather Linux                  | minidistributie (ca. 125 MB)                                                               |
| Games Knoppix                  | Knoppix met rijk assortiment aan gratis spellen en drivers voor NVidia en AMD videokaarten |
| Kanotix                        | live-cd waarmee ook Debian kan worden geïnstalleerd                                        |
| Knoppix STD                    | Knoppix met veel extra functies voor beveiliging                                           |
| Kurumin                        | Braziliaanse tak, gericht op de snelle detectie van hardware                               |
| Kalango                        | Braziliaanse distributie van Knoppix                                                       |
| Morphix                        | Knoppixversie gericht op aanpasbaarheid, momenteel inactief                                |
| ParallelKnoppix                | Knoppixversie om computers van afstand te laten opstarten                                  |
| Quantian                       | Knoppixversie met gereedschap voor wetenschappelijke berekeningen                          |
| Symphony OS                    | Gericht op extreme gebruikersvriendelijkheid                                               |

### Ubuntu

Ubuntulogo

Ubuntu zelf is gebaseerd op Debian en richt zich vooral op gebruikersvriendelijkheid, vrijheid en een hechte gemeenschap.
| Distributie          | Beschrijving |
| -------------------- | --- |
| Bodhi Linux          | Lichtgewicht distributie die de windowmanager Enlightenment (E17) gebruikt als desktopomgeving.                                                                  |
| Edubuntu             | Ubuntu voor scholen en educatieve instellingen. |
| Kubuntu              | Ubuntu met KDE als desktopomgeving. |
| Lubuntu              | Lichtgewicht distributie voor oudere computers met LXDE als desktopomgeving.                                                                                     |
| nUbuntu              | Ontworpen om de veiligheid te testen. |
| Xubuntu              | Lichtgewicht distributie met Xfce als desktopomgeving. |
| Ubuntu Netbook Remix | Gemaakt voor netbooks |
| Gnoppix              | Live-cd met GNOME als desktopomgeving |
| Linux Deepin         | Een van oorsprong Chinese Linuxdistributie met GNOME als desktopomgeving.                                                                                        |
| Linux Lite           | Richt zich op de beginnende gebruiker, met name Windowsgebruikers die kennis willen maken met Linux.                                                             |
| Linux Mint           | Bekend onder de slogan "From freedom came elegance". Wil een omgeving aanbieden die er beter uitziet dan Ubuntu en gemakkelijker werkt.                          |
| Freespire            | Versie 1.0 was direct gebaseerd op Debian, maar versie 2.0 was Ubuntu-gebaseerd.                                                                                 |
| ImpiLinux            | Zuid-Afrikaanse distributie. |
| gOS                  | Afkorting voor "Good OS", wil vooral clouddiensten promoten, waaronder veel Googlediensten.                                                                      |
| Pinguy OS            | Meertalige Linuxdistributie die focust op gebruiksvriendelijkheid                                                                                                |
| Goobuntu             | intern door Google gebruikt, zal niet op de markt gebracht worden                                                                                                |
| Easy Peasy           | Ubuntu speciaal voor de Eee PC. |
| Fluxbuntu            | Lichte distributie die is gebaseerd op Fluxbox. |
| Qimo                 | richt zich op kinderen |
| Zen Linux            | |
| ZevenOS              | Gericht op desktopcomputers en oudere, minder presterende computers                                                                                              |
| Zorin OS             | Op Ubuntu gebaseerde distributie die probeert om dezelfde look als Microsoft Windows te hebben, om op die manier de overstap voor beginners te vergemakkelijken. |
| Navigatrix           | Live-dvd gemaakt voor zeezeilers |
| Elementary OS        | Elementary OS richt zich op een consistente en simpele desktopomgeving en de daarbij horende applicaties.                                                        |
| Pop!_OS              | Pop!_OS biedt uitgebreide ondersteuning voor grafische processors en wordt gezien als een distributie voor games en grafisch werk.                               |
| Q4OS                 | Gericht op verouderde hardware en commercieel gebruik. Een van de weinige die standaard met TDE geleverd wordt.                                                  |
| KDE neon             | Linuxdistributie ontwikkeld door KDE. |

## Linux From Scratch
| Distributie        | Beschrijving                                                               |
| ------------------ | -------------------------------------------------------------------------- |
| Linux From Scratch | Zelf te bouwen Linux aan de hand van een boek.                             |
| PING               | Partimage Is No Ghost, distributie gericht op systeemherstel d.m.v. images |
| IPFire             |                                                                            |

## Red Hat
Een van de eerste Linuxdistributies. Zowel commercieel als niet-commercieel.
| Distributie                | Beschrijving                                                           |
| -------------------------- | ---------------------------------------------------------------------- |
| Red Hat Enterprise Linux   | de commerciële versie van Red Hat voor de zakelijke markt              |
| White Box Linux            | alternatief voor de commerciële versie van Red Hat Linux               |
| aLinux                     | Chinese Linuxdistributie                                               |
| AlmaLinux                  | Community-owned versie van CentOS                                      |
| ALT Linux                  | gericht op correctie lokalisatie en vertaling                          |
| Ark Linux                  | gericht op eenvoud (niet te verwarren met Arch Linux)                  |
| Asianux                    | Aziatische distributie                                                 |
| ASPLinux                   | Russische distributie                                                  |
| cAos Linux                 | lichtgewicht, maar functionele distributie                             |
| CentOS                     | gericht op 100% compatibiliteit met Red Hat Enterprise Linux           |
| Cobind Desktop (stopgezet) | gefocust op simpliciteit en gebruiksvriendelijkheid                    |
| Connectiva                 | Braziliaanse Linux, later samengegaan met Mandrake in Mandriva         |
| EduLinux                   | richt zich op educatieve software voor scholen                         |
| Magic Linux                | richt zich op de Chinese markt                                         |
| Red Flag Linux             | richt zich op de Chinese markt                                         |
| Scientific Linux           | gericht op de wetenschap, wordt ook gebruikt door het CERN in Genève   |
| Sesco Linux                | metadistributie, richt zich op het volledig compileren van de broncode |
| Tinfoil Hat Linux          | gemaakt voor absolute veiligheid                                       |
| Trustix                    | gemaakt voor absolute veiligheid                                       |
| QiLinux                    | metadistributie, gemaakt in Italië                                     |
| Vine Linux                 | Japanse distributie                                                    |
| Yellow Dog Linux           | speciaal voor de PowerPC-architectuur en de Sony PlayStation 3         |

### Fedora

Fedoralogo

Het Fedoraproject is de directe opvolger van de niet-commerciële versie van de Red Hat Linuxdistributie.
| Distributie              | Beschrijving                                                  |
| ------------------------ | ------------------------------------------------------------- |
| Berry Linux (inactief)   | live-cd van Fedora Core                                       |
| BLAG Linux (inactief)    | veel onderdelen, maar wil toch zo min mogelijk ruimte innemen |
| Fox Linux (stopgezet)    | Italiaanse verspreiding van Fedora Core                       |
| Fedora (Linux) (actueel) | actuele distributie met diverse varianten                     |

### Mandriva
Mandriva, voorheen Mandrake, is een commerciële distributie.
| Distributie | Beschrijving                        |
| ----------- | ----------------------------------- |
| Mandriva    | opvolger van Mandrake en Connectiva |
| PCLinuxOS   | live-cd die ook installeerbaar is   |

## MCC Linux
| Distributie | Beschrijving                   |
| ----------- | ------------------------------ |
| SLS Linux   | een van de oudste distributies |

### Slackware

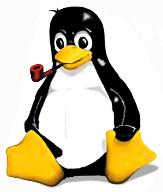
De mascotte van Slackware: Tux met een pijp

Slackware is gebaseerd op SLS Linux, dat gebaseerd was op MCC Linux. Slackware is de oudste Linuxdistributie die nog ontwikkeld en onderhouden wordt.
| Distributie         | Beschrijving |
| ------------------- | --- |
| Austrumi            | minidistributie (live-cd, ca. 50 MB)                                                                              |
| Basic Linux         | met alleen de essentiële benodigdheden                                                                            |
| Darkstar linux      | Tsjechische distributie                                                                                           |
| Kate OS             | Poolse Slackwareversie                                                                                            |
| Nonux               | Nederlandstalige live-cd-Linuxdistributie                                                                         |
| OpenLab GNU/Linux   | Zuid-Afrikaanse Linuxdistributie met KDE (stopgezet)                                                              |
| Plamo Linux         | Japanse Slackwareversie                                                                                           |
| Sauver              | live-cd Slackware                                                                                                 |
| SLAX                | live-cd Slackware zonder installatiemogelijkheid                                                                  |
| SUSE Linux/openSUSE | oorspronkelijk Duitse verspreiding van Slackware, ging later een eigen leven leiden en is overgenomen door Novell |
| Ultima              | bedacht op snelheid                                                                                               |
| Vector Linux        | Canadese distributie, gericht op gebruikersvriendelijkheid                                                        |
| Zenwalk Linux       | compleet andere distributie met de Xfce-dekstop, ReiserFS en de nieuwe GNOME-bibliotheken                         |
| Slackintosh         | gericht op Apple Macintoshcomputers                                                                               |

## Gentoo Linux
Gericht op het volledig compileren van broncode.
| Distributie    | Beschrijving |
| -------------- | --- |
| Sabayon Linux  | een Italiaanse Linuxdistributie                                                                                               |
| VidaLinux      | Gentoo Linux met Anaconda, de Red Hat-installeerder                                                                           |
| UTUTO          | Argentijnse distributie |
| Knopperdisk    | live-cd, compleet gericht op starten vanaf USB                                                                                |
| SystemRescueCD | live-cd, gericht op het redden van data op een harde schijf                                                                   |
| Funtoo         | op Gentoo gebaseerde distributie, gemaakt door de originele auteur van Gentoo Linux, met een aantal persoonlijke aanpassingen |

## Sorcerer
Gericht op het volledig compileren van broncode.
| Distributie | Beschrijving                                                                                               |
| ----------- | --- |
| Lunar       | nestelt zichzelf in de bootstrap en downloadt de actuele code om die volledig af te stemmen op de hardware |
| SourceMage  | voortzetting van Sorcerer                                                                                  |

## Caldera openLinux
Commercieel; wordt sinds Caldera opging in de SCO Group niet verder ontwikkeld.
| Distributie | Beschrijving         |
| ----------- | -------------------- |
| Lycoris     | gericht op productie |

## Overig
Linuxdistributies zonder afstammelingen/voorouders of waarvan deze onbekend zijn.
| Distributie            | Beschrijving |
| ---------------------- | --- |
| CloneZilla             | Distributie gericht op het maken van exacte kopieën van een harde schijf.                                              |
| DoudouLinux            | Een distributie die zich richt op kinderen van 2 tot 12 jaar.                                                          |
| Frugalware Linux       | Een Linuxdistributie voor gebruikers die overweg kunnen met een terminalemulator.                                      |
| GeeXboX                | Een distributie die een computer omtovert tot een mediacenter.                                                         |
| GoboLinux              | belangrijkste kenmerk: de herindeling van het bestandssysteem                                                          |
| Minimal Linux Live     | MLL is een zeer klein Linux live-system                                                                                |
| MkLinux                | |
| OpenIndiana            | Solarisachtig besturingssysteem gebaseerd op illumos.                                                                  |
| Pardus                 | Een van oorsprong Turkse Linuxdistributie.                                                                             |
| PLD Linux              | Onafhankelijke distributie die RPM-bestanden gebruikt.                                                                 |
| Puppy Linux            | minidistributie, gericht op oude computers vanaf de Pentium en systeemherstel. Werkt snel vanaf bijna elk opslagmedium |
| ROCK Linux (stopgezet) | |
| Recovery Is Possible   | minidistributie gericht op systeemherstel                                                                              |
| Solus Linux            | een onafhankelijke Ierse Linuxdistributie                                                                              |
| Void Linux             | Rollende distributie op basis van eigen package manager                                                                |
| YOPER (stopgezet)      | Nieuw-Zeelandse verspreiding, niet gebaseerd op een Linuxdistributie, maakt wel gebruik van RPM                        |